# Trg
 Ovo je glavno značenje pojma Trg. Za gradsko naselje grada Ozlja pogledajte Trg (Ozalj).
Trg je otvoreni prostor okružen kućama koji se obično nalazi u srcu tradicionalnog grada i na kojem se okuplja zajednica. Često su na trgu važne ustanove, kao što su sudnica ili gradska vijećnica.
Trgovi su prikladni za tržnice, koncerte, političke skupove i druge događaje koji trebaju širok otvoren prostor. Kako su obično u središtu grada, trgovi često imaju dućane i butike. Trg često ima fontanu, zdenac, spomenik ili kip. 
U urbanizmu, trg je planirano otvoreno područje u gradu, obično četverokutna oblika. Neki su trgovi dovoljno veliki da služe kao "narodni trgovi" na kojima se zbivaju povijesni događaji jedne nacije. U Zagrebu je takvu ulogu do 20. stoljeća imao Markov trg, da bi ga zamijenio Jelačićev trg. Drugi takvi trgovi u svijetu jesu, na primjer, Crveni trg u Moskvi, Trg nebeskog mira u Pekingu, National Mall u Washingtonu i Trafalgar Square u Londonu.

## Galerija trgova
- Tomislavov trg u Zagrebu
- Preradovićev trg u Zagrebu
- Trg Republike (Prokurative) u Splitu
- Times Square u New Yorku
- Isakijevski trg u Petrogradu
- Trg palače u Petrogradu
- Crveni trg u Moskvi
- Skenderbegov Trg u Tirani
- Trg Paternoster u Londonu
- Glavni trg u Brasovu
- Majdan Nezaležnosti u Kijevu
- Wallensteinov trg u Jicinu
- Trg u Eberswaldeu
- Trg Dam u Amsterdamu
- Glavni trg u Pečuhu